# مارك فابر (لاعب كريكت)
مارك فابر (15 أغسطس 1950 في المملكة المتحدة - 10 ديسمبر 1991 في المملكة المتحدة) (بالإنجليزية: Mark Faber)‏ هو لاعب كريكت بريطاني. لعب مع نادي مقاطعة ساسكس للكركيت ‏ ونادي الكريكت في جامعة أكسفورد ‏.

## وصلات خارجية
- مارك فابر على موقع إي آس بي آن كريك إنفو (الإنجليزية)